# Đức Hải (diễn viên)
Trần Đức Hải, hay được biết đến với nghệ danh Đức Hải (sinh năm 1961), là một diễn viên, đạo diễn, người dẫn chương trình, nhà sản xuất người Việt Nam. Ông là một trong những danh hài nổi tiếng của Việt Nam, từng đảm đương vai trò giảng viên nghệ thuật của nhiều trường đại học và nhà hát kịch cũng như làm giám khảo cho các chương trình truyền hình. Ông được biết tới qua những vai diễn trong một số bộ phim như Cổ tích Việt Nam và Cô gái xấu xí (2008).
NSƯT Đức Hải là giảng viên của Trường Cao đẳng Văn hóa Nghệ thuật và Du lịch Sài Gòn.

## Tiểu sử
Đức Hải sinh năm 1961 tại Hà Nội, trong gia đình có năm anh chị em với truyền thống theo ngành khoa học, quê gốc Nam Định. Với mong muốn trở thành diễn viên, khi còn nhỏ, anh thường tham gia vào hoạt động nghệ thuật của Nhà văn hóa thiếu nhi Hà Nội.
Thời còn trẻ, nam danh hài Đức Hải là một học sinh ưu tú, thi đỗ vào cả hai trường là Đại Học Ngoại thương và Đại học Sân khấu Điện ảnh Hà Nội. Dù yêu thích nghệ thuật nhưng Đức Hải được cha mẹ định hướng vào học Ngoại thương và bị phản đối kịch liệt khi nghe tin ông muốn theo học kịch.
Nhưng chính niềm đam mê to lớn đó lại là động lực để ông quyết định theo đuổi con đường nghệ thuật, nam diễn viên nói dối gia đình và đăng ký vào học trường Sân khấu Điện ảnh.
Một thời gian sau, gia đình anh phát hiện và ngăn cấm. Tuy nhiên, nghệ sĩ Đức Hải vẫn quyết theo con đường nghệ thuật, còn bất chấp tự mổ amidan theo yêu cầu nhà hát. Theo chia sẻ, nghệ sĩ Đức Hải từng để lại thư vĩnh biệt gia đình vì sợ không qua khỏi sau khi mổ amidan.
Nhưng rồi sự quyết tâm ấy đã dần thuyết phục được người thân cho phép anh tiếp tục theo đuổi niềm đam mê. Sau những nỗ lực thể hiện tài năng, anh được công nhận, nổi tiếng ở cả lĩnh vực sân khấu, phim truyền hình. Trong đó, phải kể đến vai Thạch Sùng, là vai diễn để đời của nam nghệ sĩ.
Mãi cho đến khi vai Romeo của anh trở thành "hiện tượng" trên sân khấu thì “giấy cũng không bọc được lửa” nữa rồi.
Đức Hải thuộc lớp nghệ sĩ đầu tiên của Nhà hát Tuổi trẻ, cùng thời với các nghệ sĩ như Chí Trung, Ngọc Huyền, Lê Khanh và Lan Hương. Sau vài năm rèn luyện ở trường, vì muốn mở rộng kiến thức hơn, Đức Hải đã chọn học tập thêm về chuyên ngành đạo diễn tại Viện hàn lâm Sân khấu điện ảnh Saint Petersburg ở Nga, và có được tấm bằng thạc sĩ năm 35 tuổi. Trở về nước, ông tiếp tục giảng dạy thêm 5 năm tại Trường Đại học Sân khấu điện ảnh Hà Nội, sau đó thăng chức Trưởng khoa bộ phận Sân khấu Điện ảnh kiêm Chủ tịch Công đoàn trường. Và hiện tại đang đảm đương vị trí Phó hiệu trưởng kiêm Trưởng Khoa của Trường Cao đẳng Văn hóa Nghệ thuật và Du lịch Sài Gòn.

## Sự nghiệp
Năm 1978, Đức Hải thi vào Đại học Ngoại Thương và nhập học Nhà hát Tuổi Trẻ, niềm đam mê nghệ thuật của ông lớn đến nỗi khiến chị gái Ngọc Bích đang học trường Y lại thi vào Nhà hát kịch Trung ương, còn anh trai Đức Hiệp đang học kỹ thuật chuyển sang thi vào trường Mỹ thuật công nghiệp.
Năm 1984, ông đỗ thủ khoa, nhưng Nhà hát Tuổi trẻ can thiệp không cho đi du học, bởi mới tốt nghiệp được 3 năm thì phải cống hiến cho Nhà hát.
Năm 1988, ông du học ở Liên Xô tại Viện Hàn lâm Sân khấu Điện ảnh Saint Pétersburg và tốt nghiệp bằng Thạc sĩ chuyên ngành đạo diễn năm 35 tuổi.
Năm 1995, Đức Hải quay về Việt Nam, làm giảng viên của trường Đại học Sân khấu Điện Ảnh Hà Nội được khoảng 5 năm và là diễn viên, đạo diễn tại Nhà hát Tuổi Trẻ. Anh có bằng thạc sĩ nghệ thuật chuyên ngành đạo diễn ở Nga. Khi anh bắt đầu gầy dựng được tên tuổi ở miền Bắc thì đột nhiên anh Nam tiến.
Không lâu sau, nghệ sĩ Đức Hải mở công ty truyền thông, làm Phó Giám đốc O2TV, rồi mở nhà hàng. Sự nghiệp của ông cứ thế rộng mở và gặt hái được nhiều thành công.
Năm 2000, ông quyết định Nam tiến vào Thành phố Hồ Chí Minh để hoạt động nghệ thuật như tham gia đóng phim, đóng kịch và giảng dạy tại sân khấu kịch Hồng Vân và sân khấu kịch Phú Nhuận suốt thời gian dài, tham gia gameshow giải trí ở nhiều vai trò như MC, giám khảo và làm giảng viên. Ngoài ra, ông còn dạy MC, diễn xuất cho nhiều nhà văn hóa trong thành phố.
Từ tháng 11 năm 2020, Đức Hải cũng từng là Phó tổng giám đốc trường Đại học Sân khấu - Điện ảnh Thành phố Hồ Chí Minh sau một khoảng thời gian dài làm Trưởng khoa Đạo diễn của trường Đại học Sân khấu - Điện ảnh Thành phố Hồ Chí Minh.
Năm 2012, ông làm Phó Tổng giám đốc phụ trách phía Nam của Công ty Cổ phần truyền thông S Media. Từ năm 2015, ông làm Tổng Giám đốc công ty truyền thông Thăng Long Media và là phó tổng giám đốc O2TV.
Sau này ông trở thành Phó hiệu trưởng trường Cao đẳng Văn hóa nghệ thuật và Du lịch Sài Gòn.
Ông không ngừng phấn đấu và tìm tòi học thêm để những vai diễn của anh trở nên duyên dáng và tự nhiên nhất nhằm cuốn hút khán giả. Dù ra trường từ rất lâu, làm nghề và có vị trí nhất định trong nghệ thuật, nhưng ông không ngừng học hỏi. Năm 2009, Đức Hải tiếp tục theo học tại Khoa Tâm lý Trường Đại học Sư phạm Thành phố Hồ Chí Minh và lớp lý luận chính trị cao cấp để nâng cao tri thức và giá trị bản thân.
Bên cạnh lối diễn xuất hài hước dí dỏm nghệ sĩ Đức Hải còn tham gia nhiều bộ phim truyền hình, làm giám khảo và MC ở nhiều gameshow. Sự nghiệp của NSƯT Đức Hải đi lên nhờ tài năng cũng như sự cố gắng của mình.

## Đời tư
Năm 2003, Đức Hải đã kết hôn, ông có 1 cô con gái Trần Hoàng Hải My năm 2003, và cặp sinh ba năm 2005 gồm Trần Hoàng My, Trần Hà My, Trần Đức Huy.
Hầu hết các anh em và bố mẹ Đức Hải đều ở Sài Gòn, trong 6 anh em, có 3 người theo nghệ thuật và 3 người theo khoa học. Anh rể là Đạo diễn Vương Đức, Giám đốc Hãng Phim truyện Việt Nam.

## Giải thưởng
Dưới đây là một số giải thưởng của Đức Hải:
- Huy chương bạc Liên hoan sân khấu chuyên nghiệp toàn quốc cho vở Đôi bàn tay xinh[13] (vai trò đạo diễn)
- Huy chương vàng Liên hoan sân khấu chuyên nghiệp toàn quốc cho vở Đôrêmon[13] (vai trò đạo diễn)
- Huy chương vàng Liên hoan sân khấu chuyên nghiệp toàn quốc cho vở kịch xiếc Thạch Sanh[13] (vai trò đạo diễn)
- Danh hiệu Nghệ sĩ Ưu tú năm 2012[13]

## Danh sách phim
| Năm  | Tên                           | Vai              | Bạn diễn | Dạng phim            |            | Ghi chú                            |
| ---- | ----------------------------- | ---------------- | --- | -------------------- | ---------- | ---------------------------------- |
| 1995 | Ảo ảnh trắng                  | Lão Ki “nhà xác” | Bùi Bài Bình, Lan Hương, Thu An, Trung Anh, Minh Hằng, Phú Thăng                                                                | Phim ngắn tập        | VTV        |                                    |
| 1997 | Một chuyến thăm quê           | Sinh             | Vân Anh, Mạnh Tuấn, Phạm Bằng, Kim Xuyến                                                                                        | Phim ngắn            | UNICEF     | Phim cổ động                       |
| 1997 | Chuyện của những người đàn bà |                  | Kim Thúy, Tú Oanh, Khánh Huyền, Minh Hằng, Quốc Trị, Quốc Khánh                                                                 | Điện ảnh truyền hình | VTV        |                                    |
| 1997 | Ánh sáng kinh thành           |                  | Thu Thủy, Công Thắng, Mạnh Sinh, Đức Sơn, Thái An, Tuấn Thu, Vũ Tăng, Vân Anh, Minh Phương, Việt Quân, Việt Chung, Kim Thoa     | Điện ảnh truyền hình | VTV        | Vai chính                          |
| 1998 | Vòng xoáy cuộc đời            |                  | Trần Lực, Hồng Hạnh, Bùi Bài Bình, Thanh Quý                                                                                    | Điện ảnh truyền hình | Hà Nội TV  | Vai chính                          |
| 1998 | Sự tích Thạch Sùng            | Thạch Sùng       | Diệp Bích, Anh Tú, Duy Thanh | Phim ngắn tập        | HTV        | Loạt phim: Truyện Cổ Tích Việt Nam |
| 1998 | Miếng trầu kỳ diệu            | Lý Tý            | NSƯT Duy Hậu, NSƯT Tiến Đạt, Quốc Hùng, Thuý Nga,                                                                               | Phim ngắn tập        | HTV        | Loạt phim: Truyện Cổ Tích Việt Nam |
| 1998 | Của để dành                   | Vỹ (Việt kiều)   | Hoàng Yến, Anh Tú, Hồng Tuấn, Thu Hường, Quách Thu Phương, Mai Châu, Hoàng Dũng, Phát Triệu                                     | Phim ngắn tập        | VTV        |                                    |
| 1998 | Chuyện nhà Mộc                | Thầy dạy văn     | Hải Điệp, Như Trang, Chí Nghĩa, Xuân Bắc                                                                                        | Phim ngắn tập        | VTV        | Vai phụ                            |
| 1999 | Người thổi tù và hàng tổng    | Hòa              | Quốc Tuấn, Khánh Huyền, Văn Hiệp, Duy Hậu, Văn Tình, Trần Hạnh, Lê Mai, Thu An, Minh Hằng, Xuân Thức                            | Phim ngắn tập        | VTV        |                                    |
| 1999 | Những người săn lùng cái đẹp  |                  | Chí Trung, Công Lý, Trịnh Thịnh, Văn Hiệp, Quốc Khánh, Cao Khương, Hoàng Yến, Minh Vượng, Trần Tiến, Hữu Độ, Kim Thoa, Thu Thủy | Điện ảnh truyền hình | VTV        | Vai phụ                            |
| 1999 | Một chuyện tình               |                  | Hoa Thúy, Ngọc Dung | Điện ảnh truyền hình | VTV        | Vai chính                          |
| 2001 | Một người chiếu bóng          |                  | Hồng Giang, Linh Huệ, Hồ Lan, Văn Hiệp, Vũ Tăng, Thành Chung                                                                    | Phim ngắn tập        | VTV        |                                    |
| 2004 | Thế mới là cuộc đời           |                  | Quang Thắng, Phú Đôn, Tuấn Minh, Mai Hòa, Quốc Quân, Công Lý, Tùng Dương                                                        | Điện ảnh truyền hình | VTV        |                                    |
| 2005 | Bố ơi...                      |                  | Viết Liên, Đào Thanh Duyên, Chu Quỳnh Trang, Hoàng Yến                                                                          | Điện ảnh truyền hình | VTV        |                                    |
| 2005 | Những chuyến đò ngang         |                  | Thu Hằng, Hải Anh, Hải Yến, Mai Hòa, Tiến Mộc, Minh Tâm, Minh Hằng                                                              | Điện ảnh truyền hình | VTV        |                                    |
| 2007 | Thầy cúng làng                |                  | Bình Trọng, Tuấn Dương, Thùy Liên, Quốc Quân, Tiến Lâm, Nguyễn Hậu, Kim Xuyến                                                   | Điện ảnh truyền hình | VTV        |                                    |
| 2008 | Con đường sáng                | Bảy Viễn         | Xuân Bắc,Lê Khanh,Tuấn Dương | Phim dài tập         | Hài Nội TV |                                    |
| 2009 | Gia đình phép thuật           | Thầy Mưa         | Lý Thanh Thảo, Kim Hiền, Hòa Hiệp,...                                                                                           | Phim truyền hình     | HTV        |                                    |
| 2009 | Kỳ nghỉ hè cuối cùng          |                  | | Phim truyền hình     | VTV        |                                    |
| 2011 | Xin thề anh nói thật          |                  | Jennifer Phạm, Danh Tùng, Hà Xuyên, Tiến Đạt, Minh Châu, Tuấn Quang                                                             | Phim dài tập         | VTV        |                                    |
| 2008 | Nếp Nhà                       |                  | Thanh Tùng, Ngọc Dung, Hoàng Công, Trúc Mai, Trần Hạnh, Thu Nguyệt, Minh Hòa, Huệ Đàn                                           | Phim ngắn tập        | VTV        |                                    |
| 2008 | Cô gái xấu xí                 | Hùng Long        | Lan Phương, Chi Bảo, Ngọc Diệp, Phi Thanh Vân, Bình Minh, Minh Thuận                                                            | Sitcom               | VTV        |                                    |
|      | Phá vỡ im lặng                |                  | Quốc Trị, Điệp Vân, Hoàng Cúc, Tiến Đạt, Tạ Minh Thảo, Minh Nguyệt                                                              | Phim ngắn tập        | VTV        |                                    |
| 2015 | Ba bà đại chiến               |                  | | Phim ngắn tập        |            |                                    |
| 2015 | Quyền năng thầy bói           | Thầy bói         | Thanh Điền, Cát Tường, Thủy Cúc, Thanh Thức, Nguyệt Ánh, Lê Lộc                                                                 | Điện ảnh truyền hình | VTV        | Vai chính                          |

- Và nhiều bộ phim khác

## Chương trình truyền hình
| Năm             | Chương trình                 | Tiết mục              | Vai trò                                       | Cùng với                                | Sản xuất    | Ghi chú              |
| --------------- | ---------------------------- | --------------------- | --------------------------------------------- | --------------------------------------- | ----------- | -------------------- |
| 2000-2002       | Gặp nhau cuối tuần           |                       | Severus Snape, Jerry Welbach, một số vai khác | Khải Hưng                               | VTV         | Biên kịch, Diễn viên |
| 2005            | Gặp gỡ nghệ sĩ hài           |                       |                                               |                                         | TH Đồng Nai | Talkshow             |
| 2010            | Gặp nhau cuối năm            | Táo Quân              | Táo Dân Sinh                                  | Đức Khuê                                | VTV         | Hài kịch             |
| 2010            | Gala Cười                    | Mài dao dạy mẹ        |                                               | Hồng Vân, Lan Phương                    | VTV         | Hài kịch             |
| 2012            | Chuyện dễ đùa khó nói        |                       | MC                                            |                                         | HTV         |                      |
| 2012            | Bếp của mẹ                   |                       | MC                                            | Thanh Thủy                              | K+          |                      |
| 2013            | Rubic chat                   |                       | MC                                            |                                         |             |                      |
| 2013            | Đố ai hát được               |                       | Giám khảo                                     | Thu Minh, Rocker Anh Khoa, Thái Hòa     | VTV         | Gameshow             |
| 2013            | Ai dám khác                  |                       | Giám khảo                                     | cùng các giám khảo khách mời            | HTV         | Gameshow             |
| 2014            | Ai dám hát – Sing if you can |                       | Giám khảo                                     | Mỹ Lệ, Trấn Thành                       | HTV         | Gameshow             |
| 2015            | Chết cười                    |                       | MC                                            | Kiều Mai Lý, Chí Trung                  | VTV         | Gameshow             |
| 2015            | Thử thách người nổi tiếng    |                       | Giám khảo                                     | Trấn Thành, Việt Hương                  | THVL        | Gameshow             |
| 2016            | Tiếu Lâm Tứ Trụ              |                       | Giám Khảo                                     | Minh Nhí, Hồng Vân, Thanh Thủy, Đức Hải | THVL        | Cuộc thi             |
| 2015-2016 -2017 | Cười xuyên Việt              |                       | Giám khảo                                     | Trấn Thành, Việt Hương                  | THVL        | Cuộc thi             |
| 2017            | Vietnam’s Got Talent         | Vietnam’s Talent Tour | Cố vấn / Giám khảo                            | Chí Trung, Dương Hoàng Yến, Huỳnh Lập   | VTV         | Cuộc thi             |
| 2017            | Sao nối ngôi nhí             |                       | Giám khảo                                     | Thanh Bạch, Hồng Vân                    | THVL        | Gameshow             |
| 2018            | Người nghệ sĩ đa tài         |                       |                                               | Việt Hương, Thúy Hạnh                   |             | Gameshow             |
| 2019            | Ký ức vui vẻ                 | Mùa 1 - Tập 9         | Khách mời                                     | Hồng Vân, Lại Văn Sâm                   | VTV         | Gameshow             |
| 2021            | Siêu thủ lĩnh                |                       | Khách mời                                     | Hạnh Thúy                               | THVL        | Gameshow             |

- Và nhiều chương trình khác

## Danh sách hài kịch

### Kịch nói
Tiêu biểu:
- Ca khúc: Chàng rể họ Lê trong bộ phim dài tập cùng tên của đài VTC năm 2009
- Vở kịch: Harry Potter (vai trò đạo diễn)
- Vở kịch: Đôremon (vai trò đạo diễn)
- Vở kịch: Đôi bàn tay xinh (vai trò đạo diễn)
- Vở kịch xiếc: Thạch Sanh (vai trò đạo diễn)
- Vở kịch: Người hùng sân cỏ giải cứu biệt đội siêu khủng long (vai trò đạo diễn)
- Vở kịch dài tập: Dế mèn phiêu lưu ký (vai trò đạo diễn)
- Vở kịch: Số đỏ
- Vỏ kịch: Mẹ và người tình
- Vở kịch: Romeo và Juliet
- Vở kịch: Người vợ ma
- Vở kịch: Nước mắt người điên
- Vở kịch: Cánh đồng gió
- Vở kịch: Đàn bà mấy tay
- Vở kịch: Cậu Tèo về nước
- Vở kịch: Nỏ thần
- Vở kịch: Kỳ án 292
- Vở kịch: Người yêu của cha tôi
- Và nhiều vở kịch khác

### Chương trình ca nhạc
- Liveshow bé Xuân Mai - Con cò bé bé 8: Mừng Trung thu (2001) (vai trò chỉ huy đêm diễn)
- Liveshow bé Xuân Mai - Con cò bé bé 10: Xuân 2002 (2002) (vai trò chỉ huy đêm diễn)

### Hài kịch
Tiêu biểu:
- Hài truyền hình: Một chuyến thăm quê
- Tiểu phẩm hài: Hội thi bé tài năng
- Tiểu phẩm hài: Cưới giùm
- Tiểu phẩm hài: Cặp đôi hoàn cảnh
- Tiểu phẩm hài: Mài dao dạy mẹ
- Tiểu phẩm hài: Hữu duyên
- Tiểu phẩm hài: Ai là triệu phú
- Tiểu phẩm hài: Hán văn tình
- Tiểu phẩm hài: Nghề trợ lý
- Tiểu phẩm hài: Cặp đôi hoàn cảnh
- Tiểu phẩm hài: Vợ khôn dạy chồng khờ
- Tết vạn lộc - Tiểu phẩm hài: Nước mắt chảy xuôi cùng bạn diễn: Hiệp Gà, Hán Văn Tình
- Và nhiều vở hài khác

## Bê bối
Đầu tháng 6 năm 2021, trên trang cá nhân của Đức Hải có một bài đăng với ngôn từ tục tĩu, gây phản cảm mạnh tới người theo dõi. Ban đầu, nghệ sĩ nói rằng tài khoản của ông bị hack và con trai nghịch dại; nhưng đến ngày 8 tháng 6, ông lại nói tài khoản không bị hack. Ngày 9 tháng 6 năm 2021, Hiệu trưởng Trường cao đẳng Văn hóa nghệ thuật và du lịch Sài Gòn ký quyết định miễn nhiệm chức vụ phó hiệu trưởng đối với NSƯT Đức Hải.